# Andréi Borisenko
Andréi Ivánovich Borisenko (en ruso Андрей Иванович Борисенко; Leningrado,  República Socialista Federativa Soviética de Rusia, 17 de abril de 1964) es un cosmonauta ruso. Fue seleccionado como cosmonauta en mayo de 2003, y es veterano de dos misiones de larga duración en la Estación Espacial Internacional (ISS).
Borisenko sirvió como ingeniero de vuelo a bordo del Soyuz TMA-21 para la Expedición 27, la vigesimoséptima misión de larga duración a la Estación Espacial Internacional. También se desempeñó como comandante de la Estación Espacial Internacional para la Expedición 28. Se lanzó por segunda vez en octubre de 2016 a bordo del Soyuz MS-02 como ingeniero de vuelo de Expedición 49 y la Expedición 50. Regresó a la Tierra en abril de 2017.

## Vida personal
Borisenko está casado con Natalia Aleksandrovna Borisenko. Tienen un hijo, llamado Iván, y una hija. Sus padres, Iván Andréyevich y Natalia Mijáilovna Borisenko, residen en San Petersburgo. Sus pasatiempos incluyen la pesca, el bádminton y los viajes por carretera.

## Educación
Borisenko se graduó de la Escuela de Física y Matemáticas de Leningrado # 30 en 1981. Luego ingresó al Instituto Mecánico Militar de Leningrado y se graduó en 1987 con el título de «Dinámica de vuelo y control».

## Experiencia
Después de graduarse del instituto, Borisenko trabajó para una unidad militar entre 1987 y 1989. En 1989, comenzó a trabajar en RSC Energia, donde fue responsable del sistema de control de movimiento Mir y participó en el panel de análisis de operación de sistemas a bordo del Centro de Control de Misión - Moscú (MCC-M). En 1999, Borisenko fue director de vuelo de turno en el MCC-M, primero para la Estación Espacial Mir y luego para la Estación Espacial Internacional.

## Carrera como cosmonauta
Dentro de la estación espacial, Borisenko realiza el experimento ruso KPT-10 «Kulonovski Kristal».
Borisenko fue seleccionado como candidato a cosmonauta de RSC Energia el 29 de mayo de 2003. Comenzó el entrenamiento básico de vuelo espacial en junio de 2003 y lo completó en junio de 2005 al aprobar los exámenes estatales con excelentes calificaciones. Recibió la calificación de test-cosmonauta el 5 de julio de 2005 de la Comisión de Calificación Interdepartamental. Desde julio de 2005 hasta agosto de 2008 participó en entrenamiento avanzado de vuelo espacial. Desde agosto de 2008-marzo de 2009 se formó como miembro de la tripulación de reserva de la Expedición 24/25. Desde marzo de 2009 también entrenó con la Expedición 23/24 como miembro de la tripulación de reserva, esta vez como comandante de la estación e ingeniero de vuelo de la Soyuz TMA.

### Expedición 27/28
Borisenko voló al espacio por primera vez como ingeniero de vuelo para las misiones de larga duración de la Expedición 27/28 de la ISS. La nave espacial Soyuz TMA-21 llevó a Borisenko, al cosmonauta Aleksandr Samokutiáyev y al astronauta de la NASA Ronald John Garan, quienes pusieron en marcha el programa desde el Cosmódromo de Baikonur, en la plataforma de lanzamiento Gagarin, a las 23:18:20 GMT del 4 de abril de 2011. El lanzamiento de la Soyuz TMA-21 fue dedicado al quincuagésimo aniversario del primer vuelo espacial tripulado realizado por Yuri Gagarin en 1961.
Después de dos días de vuelo autónomo, la nave espacial Soyuz TMA-21 se acopló con la Estación Espacial Internacional el 6 de abril a las 23:09 UTC.
A las 11:41 a. m. EDT del domingo 22 de mayo de 2011, Dmitri Kondratyev, que había sido el comandante de la Expedición 27, realizó una ceremonia de cambio de mando con Andrey Borisenko. Andrey luego comandó la Expedición 27 y continuó al mando de la Expedición 28 hasta que le entregó los deberes al ingeniero de vuelo Michael Edward Fossum el 15 de septiembre de 2011.
Borisenko concluyó su estadía a bordo de la ISS, cuando su nave espacial, la Soyuz TMA-21, se desacopló del Módulo Poisk del segmento ruso a las 00:38 UTC del 16 de septiembre. Ese mismo día, la cápsula Soyuz TMA-21 que transportaba a Borisenko y sus dos compañeros de tripulación, Alexander Samokutyaev y Ron Garan, aterrizó a 93 millas al sureste de la ciudad de Zhezkazgan en Kazajistán, a las 3:59:39 UTC. Durante el reingreso del Soyuz, las llamadas repetidas a la nave espacial desde el Control de la Misión de Rusia en Korolyov, cerca de Moscú, no recibieron respuesta durante varios minutos. Finalmente se estableció la comunicación entre la tripulación y un avión que rodeaba el lugar de aterrizaje.
En el suelo, Borisenko parecía estar de buen humor mientras mostraba una entusiasta señal de «pulgar hacia arriba» poco después de ser sacado de la cápsula de aterrizaje Soyuz. Él y sus colegas fueron llevados en sus sillas a un hospital inflable improvisado para más controles médicos. Después de asistir a la tradicional ceremonia de bienvenida en el aeropuerto de Karaganda, Kazajistán, Borisenko abordó un avión para regresar a la base de entrenamiento en la Ciudad de las Estrellas, Rusia.

### Expedición 49/50

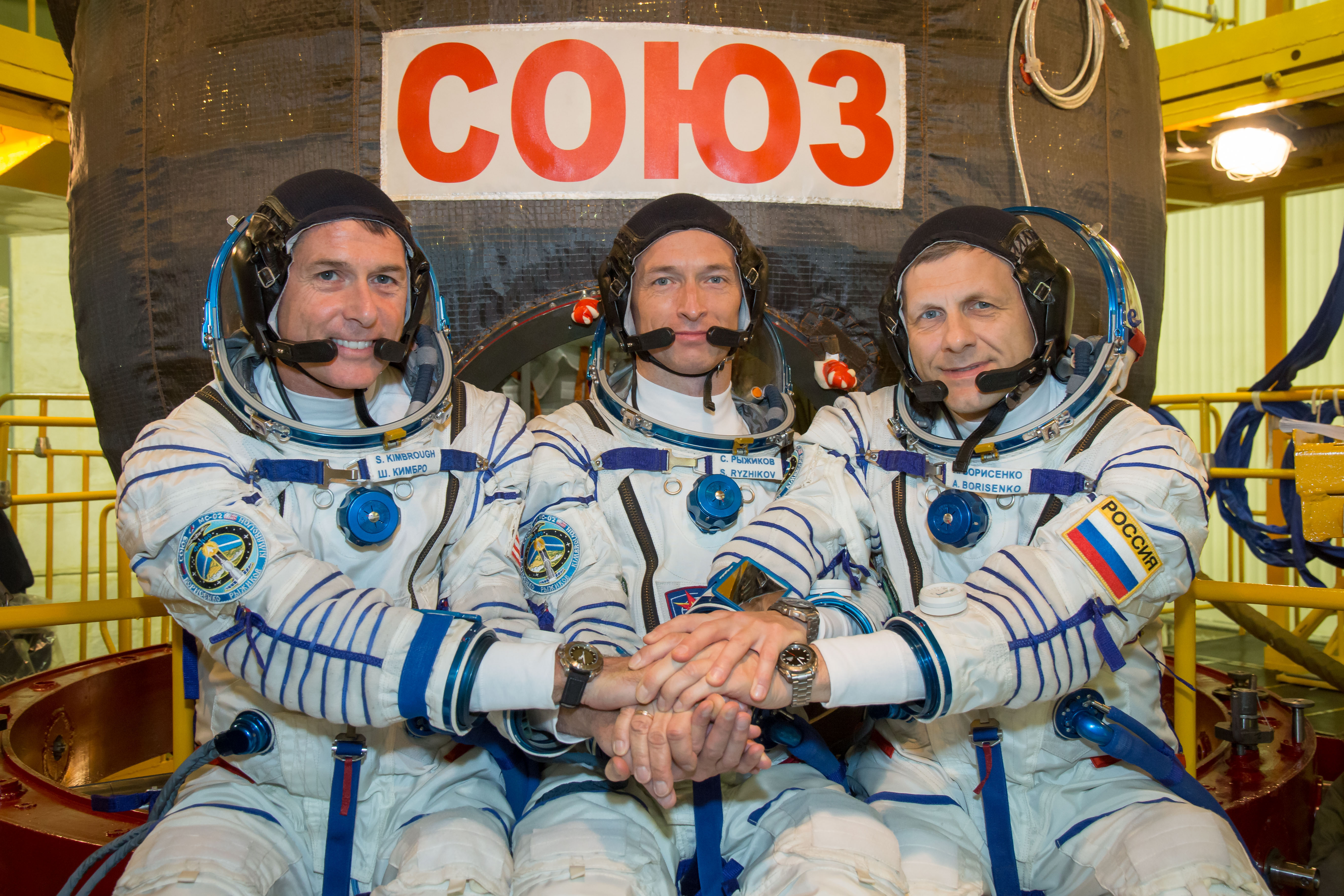
Borisenko (derecha), en la foto con los miembros de la tripulación Soyuz MS-02 Robert Shane Kimbrough (izquierda) y el comandante Sergey Nikolayevich Ryzhikov (centro)

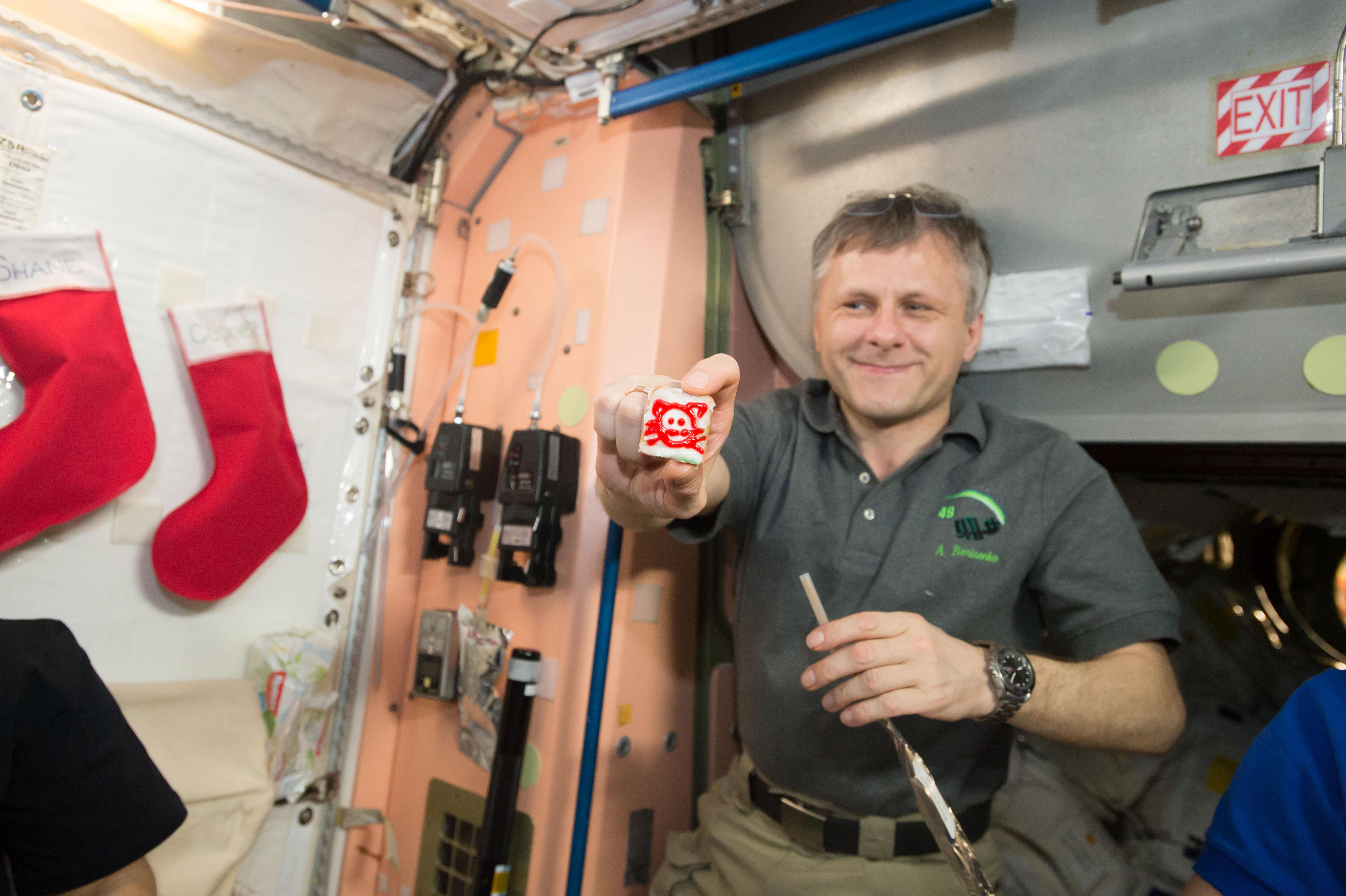
Borisenko fotografiado en la víspera de Navidad de 2016

Borisenko se lanzó por segunda vez a la ISS a bordo de la Soyuz MS-02 como ingeniero de vuelo, junto con el comandante del Soyuz Sergey Nikolayevich Ryzhikov, y el astronauta de la NASA y comandante de la Expedición 50, Robert Shane Kimbrough. Regresaron sanos y salvos a la Tierra el 10 de abril de 2017, después de 173 días en órbita.

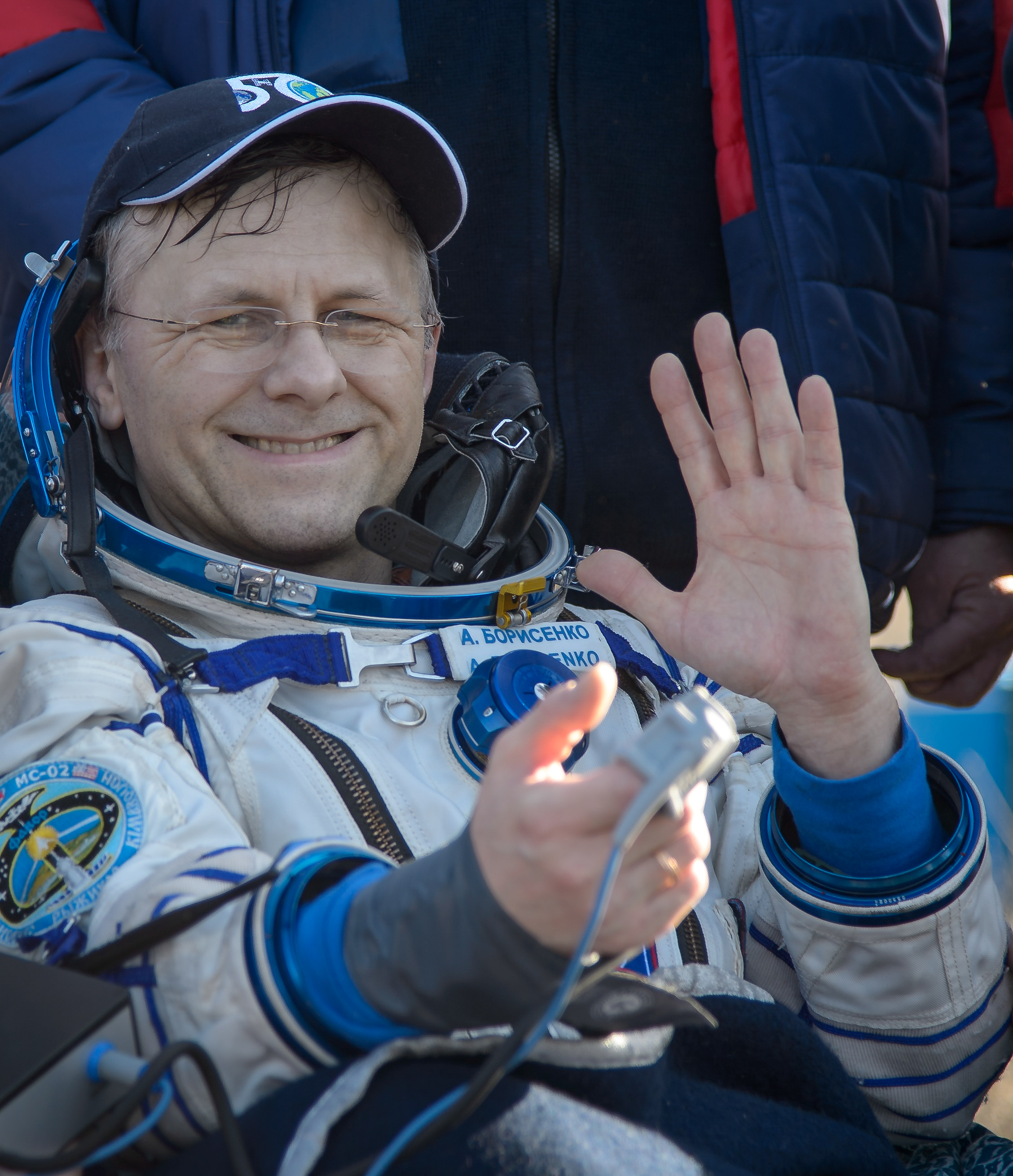
Borisenko después de aterrizar